# Гондурас
Гондура́с (ісп. Honduras МФА: [on'duras] Онду́рас), офіційно Респу́бліка Гондура́с — країна в Центральній Америці, яка межує на південному сході з Нікарагуа, південному заході із Сальвадором, на заході та північному заході з Гватемалою, на півночі омивається Карибським морем, на півдні — Тихим океаном. Площа 112 100 км². Столиця — Тегусігальпа. (до 1880 — Комаягуа).

## Походження назви
Існує кілька теорій щодо походження назви країни — Гондурас, але жодна з них не має наукового обґрунтування. За однією з легенд назва країни походить від вислову Христофора Колумба. Під час своєї останньої, четвертої подорожі в Новий Світ 1502 його корабель потрапив у сильну бурю і коли йому вдалося врятуватися він вигукнув «Gracias a Dios que hemos salido de estas honduras» (Дякую Богові, що нам вдалося вибратися з цих глибин). Цей вислів дав назву мису Грасіас а Діос (Cabo Gracias a Dios) та країні Гондурас (Honduras). Глибини біля берегів Гондурасу дійсно великі, тому така назва могла бути дана і без зв'язку з вказаною фразою Колумба. Перша згадка назви «Гондурас» для позначення місцевості на захід від мису Грасіас а Діос з'явилася в текстах 1607 року.

## Географія
Північне узбережжя Гондурасу омивається Карибським морем, південне — Тихим океаном. Клімат країни змінюється від тропічного в низинах до помірного в гірській місцевості. Центральні та південні регіони країни мають тепліший і вологіший клімат, порівняно з північним узбережжям. У центральній і південній частині і на південних схилах гір дощів випадає менше, переважно влітку, а з листопада по травень триває посуха. Досить часто трапляються сильні урагани. Унаслідок урагану Мітч 1998 було знищено майже 80 % посівів, загинуло приблизно вісім тисяч осіб, і майже 20 % мешканців країни лишилося без притулку.

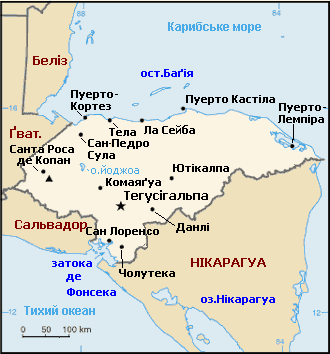
Гондурас: Мапа країни.

Високі гірські масиви піднімаються від самого кордону з Сальвадором, досягаючи в західній частині країни відміток понад 2700 м. 80 % території Гондурасу — гірська місцевість, також є низини вздовж узбережжя. Глибока тектонічна долина розтинає гірські масиви з півночі на південь, від гирла р. Улуа до затоки Фонсека. Її довжина від карибського узбережжя до затоки становить 280 км, а найвища точка днища, що позначає внутрішньодолинний вододіл басейнів двох океанів, сягає 940 м над рівнем моря. У низинах розташована густонаселена долина Сан Педро Сула. На північному сході в низині існують джунглі Ла Москіта, які було визнано світовою спадщиною ЮНЕСКО, а також біосферний заповідник Ріо Плато.

### Рослинний і тваринний світ
Жаркі і вологі низовини Карибського узбережжя й прилеглі схили гір раніше були вкриті густими тропічними дощовими лісами, які станом на початок XXI століття частково знищені. Вище в горах, де температури нижчі, ростуть дубові і соснові ліси. У посушливіших внутрішніх територіях, зокрема районі Тегусігальпи і територіях на південь і схід, місцевість вкрита трав'янистою саваною і низькорослими рідкими лісами. Як і в інших країнах Центральної Америки, у лісах Гондурасу ростуть деякі цінні породи дерев. Особливо багато їх росте на обширній, майже непрохідній, низовині джунглів Ла Москіта і на схилах довколишніх гір.
По всій території Гондурасу мешкає безліч диких тварин, які уціліли завдяки слабкій заселеності цього гірського краю, тропічний клімат якого був не дуже придатний для людини. Тут зустрічаються як звичайні для Центральної Америки, так і рідкісні види тварин: ведмеді, різні види оленів, мавпи, дикі свині і пекарі, тапіри, борсуки, койоти, вовки, лисиці, ягуари, пуми, рисі, оцелоти, рідкісна чорна пантера і багато інших, дрібніших котячих. Також є алігатори, крокодили, ігуани і змії, зокрема отруйні (зокрема смертельно небезпечні кайсака і каськавела), а також мурахоїди, коаті, лінивці, броненосці і кінкажу. З орнітофауни присутні: дикі індички, фазани, папуги (зокрема ара), чаплі, тукани.

## Адміністративно-територіальний поділ

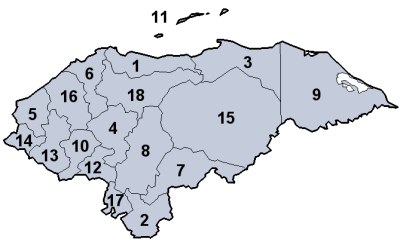
Адміністративні регіони Гондурасу

Територія Гондурасу ділиться на 18 департаментів (після тире вказані адміністративні центри):
1. Атлантида — Ла-Сейба
2. Чолутека — Чолутека
3. Колон — Трухільйо
4. Комаягуа — Комаягуа
5. Копан — Санта-Роса-де-Копан
6. Кортес — Сан-Педро-Сула
7. Ель-Параїсо — Юскаран
8. Франсіско Морасан — Тегусігальпа
9. Грасіас-а-Діос — Пуерто-Лемпіра
10. Інтібука — Ла-Есперанса
11. Острови Іслас-де-ла-Байя — Роатан
12. Ла-пас — Ла-Пас
13. Лемпіра — Грасіас
14. Окотепеке — Окотепеке
15. Оланчо — Хутікальпа
16. Санта-Барбара — Санта-Барбара
17. Вальє — Накаоме
18. Йоро — Йоро

### Великі міста
Столиця Тегусігальпа є найбільшим містом у південній частині країни з населенням 1 682 725 (2006). Найбільше місто в північній частині країни — Сан-Педро-Сула (населення: 491 000). Це місто розташоване на узбережжі Карибського моря і тому має важливе значення для торгівлі і промисловості країни. Два важливі порти Ла-Сейба і Пуерто-Кортес (населення: 111 000 і 36 000) теж розташовані на карибському узбережжі країни.

## Історія

### Доколумбівський період
Територія сучасного Гондурасу входила до культурного регіону, що історики називають Мезоамерика. На території країни існувало кілька стародавніх цивілізацій, найвідоміша з них — імперія мая. Залишки культури мая на території країни знаходять у місті Копан на заході країни.

### Колоніальна доба
Першим європейцем, який досяг цієї землі, був Христофор Колумб, що висадився 1502 року на східному узбережжі Гондурасу, на мисі, який він назвав Грасіас-а-Діос («Дяка Богові»). Тоді в цьому регіоні мешкало кілька індіанських племен. Після підкорення Мексики Ернан Кортес відправив сюди 1524 року загін під керівництвом Крістобаля де Оліда для дослідження і колонізації цієї території. Того ж року Олід заснував перше поселення, Тріумфо-де-ла-Крус. Виявивши родовища срібла, Олід Крістобаль вирішив відокремитися. Дізнавшись про його зраду, Кортес вирушив форсованим маршем із Мексики через джунглі і болота уздовж узбережжя Мексиканської затоки, перетнув півострів Юкатан і досяг Гондурасу 1525. Олід на той час вже був убитий. Кортес заснував кілька поселень, проте завойовники зіткнулися із запеклим опором індіанців під керівництвом вождя Лемпіри, який вважається національним героєм Гондурасу.
До 1539 року Гондурас входив до складу генерал-капітанства Гватемала, яке складалося з двох провінцій — Тегусігальпа і Комаягуа, кожна з яких управлялася губернатором. Колонія розвивалася поволі, незважаючи на безжалісну експлуатацію індіанців на срібних копальнях. 1821 року Гондурас, як інші країни Центральної Америки і Мексика, проголосив свою незалежність від Іспанії, але того року ж був анексований Мексикою, де Агустін де Ітурбіде встановив режим монархії (Перша Мексиканська імперія).

### Федерація Центральної Америки
Після розвалу імперії Ітурбіде 1823 року Гондурас і сусідні з ним республіки утворили федеральну державу Сполучені Провінції Центральної Америки. За конституцією 1824 року це державне утворення отримало назву Федерація Центральної Америки. Політичні чвари, що почалися майже одразу після утворення федерації, поставили Гондурас разом з іншими республіками у вкрай важке становище. Основна боротьба відбувалася між консервативними елементами — великими іспанськими землевласниками, які виступали в союзі з католицькою церквою, і лібералами, до яких належала інтелектуальна еліта і креоли-землевласники, які виступали за світську державу і ринкову економіку.

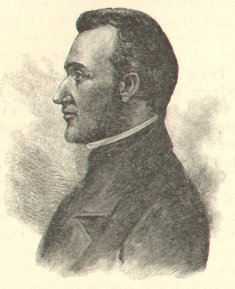
Франсіско Морасан Кесада: президент Федерації Центральної Америки

1825 року сальвадорського ліберала Мануель Хосе Арсе було обрано першим президентом Федерації Центральної Америки, проте наступного року він відрікся від своєї партії, вжив низку заходів, які повернули до влади консерваторів і фактично відмінив ліберальну конституцію. У громадянській війні, що почалася потім, важливу роль відіграв видатний уродженець Гондурасу ліберал Франсіско Морасан, що став національним героєм. 1829 року армія під його командуванням отримала перемогу над армією Арсе і окупувала місто Гватемалу. Федеральна конституція була відновлена, і 1830 року Морасан був обраний президентом. Він був здібним керівником, але надмірно поспішав із ліберальними реформами. Крім того, республіки, що входили до складу федерації, побоювалися претензій Гватемали на верховенство, хоча Морасан і переніс 1832 року столицю до Сан-Сальвадору.
1838 року республіки офіційно оголосили про свій вихід із Федерації.

### Незалежність
26 жовтня 1838 року законодавчі збори в Комаягуа проголосили Гондурас незалежною республікою. Гватемальський диктатор Рафаель Каррера, що утримував владу з 1844 по 1865 рік, повалив ліберальні уряди в Гондурасі та Сальвадорі. Це частково спонукало три сусідні країни — Сальвадор, Гондурас і Нікарагуа, де було досить сильне прагнення до об'єднання, утворити 1849 року конфедерацію. Союз проіснував до 1863 року.
З 1871 по 1874 рік Гондурас був у стані війни з Сальвадором і Гватемалою. Після закінчення цієї війни спалахнула громадянська війна в самому Гондурасі; вона закінчилася з обранням на пост президента Понсіано Лейва, кандидатуру якого підтримувала Гватемала. Наступним президентом (1876—1883) був Мазко Ауреліо Сотий, прихильник ліберальних реформ. 1880 року довге суперництво між містами Тегусігальпа і Комаягуа закінчилося тим, що Тегусігальпа остаточно утвердилася як столиця.

### Двадцяте сторіччя
На початку XX-го сторіччя Гондурас залишався найбіднішою і найменш розвиненою країною Північної Америки. Фруктові компанії США, які почали виробництво бананів на плантаціях уздовж карибського узбережжя, незабаром стали вирішальною силою в економічному і політичному житті країни. До 1910 року американські компанії контролювали 80 % усіх бананових плантацій, а виробництво бананів було основною галуззю господарства. Гондурас прозвали «банановою республікою».
1933 року президентом став Тібурсіо Каріас Андіно, який встановив режим жорстокої диктатури. У січні 1949 року Каріас пішов із посади президента, призначивши своїм наступником Хуана Мануеля Гальвеса, якого підтримувала Національна Партія. Гальвес запровадив низку важливих економічних і соціальних реформ. За його правління будувалися нові дороги, школи, заклади охорони здоров'я.
У жовтні 1954 року відбулися президентські вибори, але жоден кандидат не отримав необхідної більшості і у грудні владу захопив віце-президент Хуліо Лосано Діас.
У жовтні 1956 року військова хунта повалила Лосано й організувала вибори в законодавчі збори, а 1957 року обнародувала нову конституцію.
У листопаді 1957 року законодавчі збори провели вибори президента, яким став Рамон Вільєда Моралес. Вільєда почав здійснення аграрної реформи, що викликало незадоволеність землевласників і армії. Президентське правління Вільєди ускладнювалося періодичними повстаннями населення, і в жовтні 1963 року в країні відбувся черговий військовий переворот.
1965 року відбулися нові вибори в законодавчі збори, які потім обрали президента на черговий 6-річний термін. Ним став військовий, полковник Освальдо Лопес Арельяно, який припинив початі при Вільєде аграрні реформи.
У 1960-ті роки відбулося помітне погіршення відносин між Гондурасом і Сальвадором, причиною якого стали прикордонні суперечки, а також численні факти переселення безземельних і безробітних громадян Сальвадору до Гондурасу. 14 липня 1969 року, услід за скандальним футбольним матчем між командами цих країн, що відбувся в Сан-Сальвадорі і супроводжувався сутичками між уболівальниками, спалахнула «футбольна війна». Чотири дні військових дій, за оцінками, коштували життя двом тисячам осіб. У червні 1970 року конфлікт вдалося частково врегулювати — країни домовилися про встановлення демілітаризованої зони, а 1976 року погодилися улагодити суперечку через посередників. Відносини між Гондурасом і Сальвадором залишалися напруженими до 1980 року, коли був підписаний мирний договір. 1992 року прикордонні суперечки були вирішені Міжнародним судом (ООН).
У березні 1971 року відбулися загальнонаціональні вибори, на яких президентом було обрано Рамона Ернесто Крус, лідера Національної Партії. Однак, 1972 року Лопес Арельяно повернув собі владу, здійснивши безкровний переворот і припинивши діяльність конгресу. На той час у країні знов спалахнули селянські повстання. Лопес відновив проведення аграрних реформ, розподіливши між безземельними селянами державні землі і дозволивши заселення порожніх приватних земель. Лопес видав закон про нову аграрну реформу, направлену на створення селянських кооперативів. У квітні 1975 військові усунули Лопеса від влади, і його місце посів полковник Хуан Альберто Мельгар Кастро.
Корупція і суперництво між різними угрупуваннями військових призвели до того, що 1978 року Мельгар Кастро був усунений від влади військовою хунтою, на чолі якої стояв генерал Полікарпо Пас Гарсія.
1980 року відбулися вибори в законодавчі збори, проте жодна партія не отримала більшості, і Пас залишився на посту президента.
На президентських виборах 1981 року переміг кандидат Ліберальної Партії Роберто Суасо Кордова.
1985 року його змінив інший ліберал, Хосе Аскона дель Гойо, що отримав перемогу на наступних виборах над кандидатом від Національної Партії Рафаелем Кальєхасом.
Кальєхас отримав владу, набравши 51 % голосів на наступних виборах.
Хоча в країні номінально й існував цивільний уряд, військові зберігали владу в своїх руках.
До 1993 року понад 70 % населення жило нижче офіційного рівня бідності. На президентських виборах у листопаді 1993 року перемогу отримав кандидат від лібералів Карлос Роберто Рейна.
Наприкінці 1990-х років загострилися відносини Гондурасу із сусідньою Нікарагуа, з якою тривали суперечки стосовно питання про суверенітет прибережної зони. Обидві країни звинуватили один одного в концентрації військ на кордоні. Нікарагуа запровадила додаткові мита на товари з Гондурасу і подала скаргу до Міжнародного суду в Гаазі. Сторони за посередництвом Організації американських держав 2000 року вирішили відвести війська.

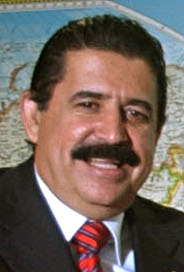
Мануель Селайя Росалєс — 37-й президент республіки (27 січня 2006 — 28 червня 2009)

### Двадцять перше сторіччя
На загальних виборах 2001 року перемогу здобула опозиційна Національна Партія. Президентом став її кандидат Рікардо Мадуро, що набрав 52,2 % голосів.
У листопаді 2005 рокуроку відбулися загальні вибори, в яких перемогу отримав Мануель Селайя Росалєс, кандидат від Ліберальної Партії. 27 січня 2006 Мануель Селайя офіційно став президентом країни. Однак протиріччя між президентом та іншими гілками влади призвели до державного перевороту 28 червня 2009 року, внаслідок якого до влади прийшов тимчасовий президент Роберто Мічелетті. Військовий переворот у Гондурасі засудила Генеральна Асамблея ООН і уряди більшості країн світу, що зажадали повернути владу законно обраному президентові. Проте всі спроби переговорів із путчистами про повернення Селайї в країну завершилися невдачею.
29 листопада 2009 року в країні відбулися чергові президентські вибори, на яких переміг лідер правої Національної партії, фермер Порфіріо Лобо. Багато країн Латинської Америки, зокрема Бразилія, не визнали результатів цих виборів. Водночас США заявили, що президентські вибори є важливим кроком у розв'язанні політичної кризи в Гондурасі
Повалений президент понад чотири місяці ховався на території посольства Бразилії в Тегусігальпі. 27 січня 2010 року Селайя, після завершення строку своїх повноважень і прийняття присяги новим президентом, полишив посольство і попрямував до аеропорту у супроводі президента Домініканської Республіки Леонеля Фернандеса і Порфіріо Лобо, новообраного президента Гондурасу, щоб вирушити у Домініканську Республіку.

## Політичний устрій
Гондурас — унітарна президентська республіка.
У 1932—1949 роках країною керував диктатор — генерал Тібурсіо Каріас Андіно, потім багатопартійна система була відновлена.
1963 року відбувся військовий заколот, за яким послідував період правління військових хунт.
У листопаді 1981 року Гондурас повернувся до цивільного правління, але сильний вплив військових на політику країни зберігається. У країні діє конституція 1982 року. За конституцією законодавча влада в країні належить однопалатній Національній Асамблеї (Congreso Nacional), яка складається зі 128 депутатів. Щорічні сесії Національної Асамблеї відбуваються з 25 січня по 31 грудня. Національна Асамблея обирає голову і членів Верховного Суду, прокурора республіки та їхніх заступників. Асамблея також затверджує проект бюджету, що представляється виконавчою владою, приймає рішення про залучення позик та іноземного капіталу.
Виконавча влада здійснюється президентом разом із державними міністрами. Є також три віце-президенти. Президент — глава держави, головнокомандувач збройними силами і гарант конституції. Він видає декрети, бере участь у створенні законів, вносячи проекти до Національної Асамблеї, ухвалює запити при необхідності термінових заходів в економічній і фінансовій сфері, стежить за надходженням податків і фінансовою діяльністю. Президент також призначає і зміщує міністрів і заступників міністрів, президентів і віце-президентів банків країни.
Президент, віце-президенти і депутати Національної Асамблеї обираються на загальних виборах на чотирирічний термін прямим, рівним, таємним і обов'язковим голосуванням громадян країни віком від 18 років. Президент і віце-президенти не можуть бути переобрані на другий термін. Депутати обираються по пропорційній системі у 18 округах.
Судова влада представлена Верховним Судом із 9 членів і 7 заступників, а також місцевими судами. Для здійснення процедур виборів існує незалежний Національний Виборчий Трибунал, який складається з представників Верховного Суду і зареєстрованих політичних партій.

### Органи місцевого самоврядування
Країна поділена на 18 департаментів і центральний (федеральний) округ, де розташована столиця Тегусігальпа. Голови департаментів призначаються президентом. Округи у складі департаментів керуються виборними муніципальними радами. Центральний федеральний округ, який утворюють столиця країни і її передмістя Комаягуела, розташоване на іншому березі річки, керується особливими законами.

### Політичні партії
З XIX століття традиційно діяли дві політичні партії — Національна (консервативна) і Ліберальна. Диктатор Каріас Андіно був представником Національної партії, на неї ж спиралися і військові хунти 1960—1970-х. За конституцією 1982, в Гондурасі існує політичний плюралізм. У XXI столітті діють такі політичні партії: Національна Партія, Ліберальна Партія, Партія Оновлення і Єдність [Архівовано 27 жовтня 2006 у Wayback Machine.], Партія Демократичного Об'єднання, Християнсько-Демократична Партія Гондурасу.

### Зовнішня політика
Гондурас і Нікарагуа мали напружені відносини протягом 2000 р. та на початку 2001-го через прикордонну суперечку біля узбережжя Атлантичного океану. Нікарагуа ввела 35 % тариф проти товарів із Гондурасу через конфлікт.
У червні 2009 р. президент Гондурасу Мануель Селайя відсторонений від влади в результаті державного перевороту і доставлений у сусідню Коста-Рику. Як і ряд інших країн Латинської Америки, Мексика тимчасово розірвала дипломатичні відносини з Гондурасом. У липні 2010-го повні дипломатичні відносини були відновлені.
США підтримують невелику присутність на гондураській військовій базі; дві країни проводять спільні миротворчі операції, боротьбу з наркотиками, гуманітарні, з ліквідації наслідків стихійних лих тощо. Війська США забезпечують матеріально-технічну підтримку для різних двосторонніх і багатосторонніх навчань — медичних, інженерних, з підтримання миру. США є головним торговим партнером Гондурасу.
11 червня 2023 р. Гондурас відкрив посольство в Китаї після того, як ця країна Центральної Америки у березні 2023 року розірвала зв'язки з Тайванем, для того щоб встановити дипломатичні відносини з Китаєм.

### Відносини з Україною
Дипломатичні відносини Гондурасу з Україною були встановлені 17 вересня 2002 р.

## Економіка
Гондурас — одна з найвідсталіших країн Північної Америки. Економічне зростання в останні кілька років складає в середньому 7 % на рік, що є одним із найвищих показників у Латинській Америці (2010). У 2010 році 50 % населення були за межею бідності. В країні більше, ніж 1,2 мільйона осіб є безробітними, рівень безробіття складає 27,9 %. Згідно з Індексом людського розвитку, Гондурас є шостою найбідніших/найменш розвинених країн у Латинській Америці, після Гаїті, Нікарагуа, Гватемали, Гаяни та Болівії. Великий зовнішній борг країни, інфляція (30 % на 1994 рік), що триває, нерівномірний розподіл доходів, а також значна залежність від експорту сільськогосподарської продукції, ціни на яку на світових ринках схильні до коливань, — все це визначає надзвичайно нестійке становище економіки країни.
Традиційно в Гондурасі спів-існують два типи економіки; один із них характерний для районів колоніального заселення в межах центрального нагір'я, інший — для карибського узбережжя, де американські бананові компанії створили власні анклави навколо експортних плантацій. У районах землеробства плантації американських компаній використовують найсучасніші методи виробництва, а для обслуговування плантацій і вивозу продукції побудовано мережу доріг. Нагір'я країни залишається ізольованим й інертним в економічних відносинах. Основу економіки центральних гірських районів становить гірничодобувна промисловість і натуральне сільське господарство; великі маєтки, що існують тут із колоніальної епохи, спеціалізуються переважно на скотарстві.
80 % електричної енергії в країні виробляється на гідроелектростанціях, які використовують енергію гірських річок.

### Сільське господарство
Основну роль в економіці Гондурасу відіграє сільське господарство, на долю якого припадає приблизно 25 % доходу країни і де зайняті приблизно 2/3 робочої сили країни (за даними 1995 року). Оскільки більшість території країни має гірський рельєф, лише близько чверті її площі придатна для землеробства. У 1900 американським фруктовим компаніям були надані великі земельні концесії для створення бананових плантацій на родючому карибському узбережжі. Цей район мав гарне сполучення з південними портами США, що висунуло його на друге місце у світі за експортом бананів. Загалом експорт бананів становить близько чверті всіх експортних надходжень до бюджету Гондурасу.
Іншими важливими статтями експорту є кава, морепродукти і готовий одяг. Кавові плантації в Гондурасі зазвичай невеликі за площею — від 10 до 20 га.

### Промисловість
У промисловому відношенні Гондурас залишається найменш розвиненою країною Північної Америки. 1994 в обробній промисловості було задіяно близько 10 % економічно активного населення; на її частку припадало 22 % ВВП, а 1995 — 30 %.
Див. також: Корисні копалини Гондурасу, Історія освоєння мінеральних ресурсів Гондурасу, Гірнича промисловість Гондурасу.

## Населення
У 2003 році чисельність населення Гондурасу становила 6,67 млн осіб, народжуваність — 31,67 на 1000 жителів, смертність — 6,44 на 1000. Природний приріст населення, хоч і дещо знизився останнім часом, залишається високим — близько 2,32 % в рік. Очікувана тривалість життя в країні — 65,31 років для чоловіків і 68,06 для жінок. Станом на 2018 рік чисельність населення становила 9,587 млн мешканців.
У складі населення 90 % складають метиси (нащадки індіанців і європейців), 7 % — чистокровні індіанці, 2 % — нащадки африканців, близько 1 % припадає на нащадків європейців.
Серед америндського населення основним народом є ленка близько 60 тисяч, чорті (2,5 тис.), котрі ведуть свій родовід від мая, які ще живуть тут на кордоні з Гватемалою; піпілі, які живуть біля кордону з Сальвадором; 8 тис. толупан (або хікаке), живуть на центральному нагір'ї. На вкритих лісами низовинах північного сходу мешкає кілька сотень тавака (або торба), і декілька тисяч мискіто. Уздовж північного узбережжя невеликими групами проживає близько 70 тисяч гарифів (так звані «чорні кариби»).

## Культура

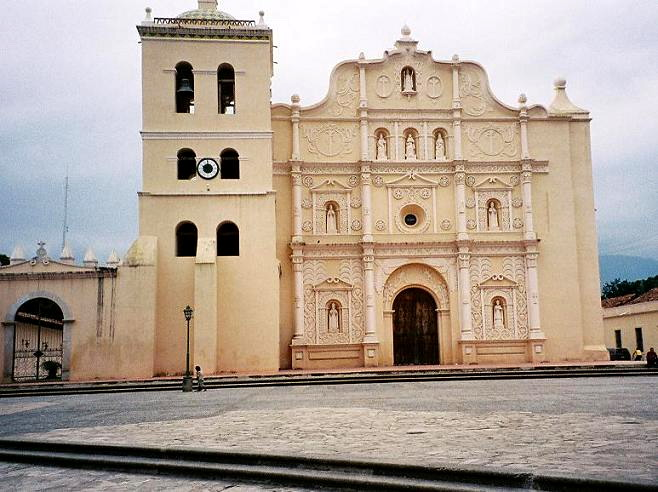
Кафедральний Собор Комаягуа

Багато письменників, художників і композиторів роблять свій внесок у культуру цієї північноамериканської країни. Країна відома такими художниками як Хосу Антоніо Веласкес (Хосе ?), Карлос Ґарай, Маурі і Роке Селайя. Найвідоміші письменники Гондурасу — Фройлан Турсікос і Рамон Амайя Амадор. Інші відомі автори — Марко Анторіо Роса, Роберто Соса, Лусіла Ґамеро, Роберто Кесада та інші. Деякі з найкращих музикантів Гондурасу — Рафаель Коейо Рамос, Лідія Андал, Вікторіано Лопес та інші.

## Спорт
Футбол не тільки основний спорт країни, а також має велике значення для культури[джерело?]. Гондурасці не тільки грають у футбол самі, але спостерігають за футбольними пристрастями всередині країни і поза нею. Пристрасті під час футбольної гри 1970 року переросли в збройне протистояння з Сальвадором, від якого загинуло близько 2000 осіб і яке стало відоме, як «Футбольна війна».
Найпоширеніша національна страва — тамалес. Їх готують із кукурудзяного борошна і загортають у листя пальми. Інша популярна їжа — рис і боби.

## Релігія
Панівна релігія — католицтво. Свобода віросповідання гарантується законом. У країні функціонує безліч протестантських церков, особливо в районах карибського узбережжя.